# PARADE (加藤ミリヤの曲)
「PARADE」（パレード）は、加藤ミリヤの3作目のデジタルシングル。

## 概要
前作「ほんとの僕を知って」から約1ヶ月ぶりのシングル。配信規格でのリリースは、昨年にリリースされた「Holy Happy Family」以来1年ぶりとなる。
「PARADE」は、11月25日リリースのベストアルバム『M BEST II』に収録される新曲となっている。本作は先行として配信でリリースされた。同曲は、テレビ大阪系列で放送している台本無しドラマ『抱かれたい12人の女たち』の主題歌として書き下ろされた楽曲となっている。
今作について加藤は『即興劇というなんとも斬新な作品に楽曲で参加できたことを光栄に思います。「PARADE」がドラマを彩る一部になれていると幸いです。』と語っている。

## 収録曲
| 全作詞・作曲: Miliyah。 |            |         |            |      |      |
| #                       | タイトル   | 作詞    | 作曲・編曲 | 編曲 | 時間 |
| 1.                      | 「PARADE」 | Miliyah | Miliyah    |      | 4:04 |

## タイアップ
| 曲名   | タイアップ                                           |
| ------ | ---------------------------------------------------- |
| PARADE | テレビ大阪系列ドラマ『抱かれたい12人の女たち』主題歌 |

## 収録アルバム
- M BEST II (#1)